# Birket Sogn
Birket Sogn er et sogn i Lolland Vestre Provsti (Lolland-Falsters Stift).
I 1800-tallet var Birket Sogn anneks til Vesterborg Sogn. Begge sogne hørte til Lollands Nørre Herred i Maribo Amt. Trods annekteringen var de to selvstændige sognekommuner. Ved kommunalreformen i 1970 blev Vesterborg indlemmet i Højreby Kommune, Birket i Ravnsborg Kommune. Begge disse storkommuner indgik ved strukturreformen i 2007 i Lolland Kommune.
I Birket Sogn ligger Birket Kirke.
I sognet findes følgende autoriserede stednavne:
- Birket (bebyggelse, ejerlav)
- Bregneholt (bebyggelse)
- Hejringe (bebyggelse, ejerlav)
- Hejringe Huse (bebyggelse)
- Hjelmholt (bebyggelse, ejerlav)
- Kongsted (bebyggelse)
- Kragenæs (bebyggelse, ejerlav)
- Lille Lindet (bebyggelse, ejerlav)
- Magletving (bebyggelse, ejerlav)
- Ravnsborg (bebyggelse)
- Ravnsby (bebyggelse, ejerlav)
- Store Lindet (bebyggelse, ejerlav)
- Stålmose Huse (bebyggelse)
- Søvængerne (bebyggelse)
- Torrig (bebyggelse, ejerlav)
- Torrig Kranger (bebyggelse)
- Torrig Skov (areal)
- Torrig Vig (vandareal)
- Uglemose (bebyggelse)